# إعصار دونا
إعصار دونا ويُعرف أيضًا في بورتوريكو باسم إعصار سان لورينزو كان أقوى إعصار وقع خلال موسم أعاصير الأطلسي لعام 1960، وقد تسبب في إحداث أضرار جسيمة لجزر الأنتيل الصغرى والكبرى والساحل الشرقي للولايات المتحدة الأمريكية، وخاصةً في ولاية فلوريدا، خلال شهري أغسطس (آب) وسبتمبر (أيلول) من عام 1960. تشكّل إعصار دونا، والذي يُعدّ خامس إعصار استوائي وثالث إعصار، وأول إعصار كبير خلال موسم أعاصير المحيط الأطلسي لعام 1960، جنوب الرأس الأخضر في 29 أغسطس (آب) 1960، نتيجة موجة استوائية تسببت في وقوع 63 حالة وفاة نتيجة حادث تحطم الطائرة الذي وقع في السنغال. تطور المنخفض الجوي ليتحوّل إلى العاصفة الاستوائية دونا في اليوم التالي، ثُمّ تحركت العاصفة دونا في اتجاه الغرب والشمال الغربي بسرعة بلغت حوالي 32 كم/ساعة (20 ميلًا في الساعة)، وبحلول يوم الأول من سبتمبر (أيلول) 1960، تحولت العاصفة دونا إلى إعصار دونا، وعلى مدار الأيام الثلاثة التالية، ازدادت قوة إعصار دونا بشكل ملحوظ ووصلت إلى أقصى سرعة رياح مستدامة لها والتي بلغت 210 كم/ساعة (130 ميلاً في الساعة) في 4 سبتمبر (أيلول) 1960. حافظ إعصار دونا بعد ذلك على نفس شدته، وفي وقت لاحق من ذلك اليوم، ضرب إعصار دونا جزر الأنتيل الصغرى. خلف الغعصار خسائر فادحة في جزيرة سانت مارتن، حيث تسبب في وفاة سبعة أشخاص، وترك ربع سكان الجزيرة بلا مأوى، كما أبلغ عن وقوع حالات وفاة إضافية في جزيرة أنغويلا، وكان هناك سبع وفيات أخرى في جميع أنحاء جزر العذراء. وفي بورتوريكو، أدت الفيضانات المفاجئة الشديدة إلى سقوط 107 حالة وفاة وقعت 85 حالة منهم في منطقة هوماكاو وحدها.
اشتدت قوة إعصار دونا، وتحول إلى إعصار من الفئة الرابعة في وقت مبكر من يوم 6 سبتمبر (أيلول) 1960، ووصلت الرياح سُرعتها القصوى، والتي بلغت 233 كم/ساعة (145 ميلاً في الساعة) بعد أربع وعشرين ساعة. ثم ضعفت العاصفة خلال الأيام القليلة التالية، مما أدى إلى تكرار عواصف أقل حدة على جزر البهاما كإعصار من الفئة الثالثة، كما تسبب إعصار دونا في هبات رياح شديدة وصلت سرعتها إلى 278 كم/ساعة (173 ميلاً في الساعة) فوق الأجزاء الجنوبية من الأرخبيل، وأثرت أمطار غزيرة على جزر البهاما وجزر تركس وكايكوس القريبة، وقد سويت العديد من مجتمعات الجزر الصغيرة في المناطق الجنوبية من جزر البهاما بالأرض، على الرغم من عدم الإبلاغ عن وقوع وفيات في هذه المناطق.
ومع اقترابه من الولايات المتحدة الأمريكية، واجه إعصار دونا تيارات توجيه أضعف، واتجه نحو الشمال الغربي، ثم اشتدت قوة هذه التيارات مرة أخرى. وفي وقت مبكر من يوم 10 سبتمبر (أيلول) 1960، وصل إعصار دونا إلى اليابسة في جزر فلوريدا كيز برياح بلغت سرعتها 233 كم/ساعة (145 ميلاً في الساعة)، والتي كانت هي الرياح الأشد التي لوحظت هناك منذ عام 1935. ضعفت قوة إعصار دونا بعد ذلك عندما كان موازيًا لشبه جزيرة فلوريدا الجنوبية الغربية، وحتى وصل إلى اليابسة الواقعة جنوب نابولي برياح بلغت سرعتها (190 كم/ساعة (120 ميلاً في الساعة). وفي جزر فلوريدا كيز، ألحقت الفيضانات الساحلية أضرارًا بالغة بنسبة 75% من المباني، ودمرت العديد من الأقسام الفرعية في ماراثون. أما في البر الرئيسي، فقد تضرر 5200 منزلًا، بالإضافة إلى 75% من المنازل المتضررة في فورت مايرز بيتش؛ كما دُمرت 50% من المباني الواقعة في مدينة إيفرجليدز. تضررت المحاصيل كذلك وتعرضت لخسائر واسعة النطاق، فقد فُقد ما مجموعه 50% من محصول الجريب فروت، و10% من محصول البرتقال واليوسفي، وكاد محصول الأفوكادو أن يُدمر بالكامل. سُجلت في ولاية فلوريدا وحدها 13 حالة وفاة بسبب إعصار دونا إلى جانب خسائر مادية قُدرت بحوالي 300 مليون دولار أمريكي.
ضعفت قوة إعصار دونا فوق ولاية فلوريدا في النهاية وتحول إلى إعصار من الفئة الأولى خلال عودته إلى المحيط الأطلسي قادما من شمال فلوريدا. وبحلول أوائل 12 سبتمبر (أيلول) 1960، وصلت العاصفة إلى اليابسة بالقرب من سواحل توبسيل بيتش بولاية كارولاينا الشمالية، كإعصار من الفئة الثانية. جلب إعصار دونا أعاصير وعواصف رياح وصلت سرعتها إلى 160 كم/ساعة (100 ميل في الساعة)، مما أدى إلى إتلاف أو تدمير العديد من المباني الواقعة في شرق ولاية كارولاينا الشمالية، كما تضررت المحاصيل على مسافة تصل إلى (80 كم (50 ميلاً) في الداخل. بالإضافة إلى ذلك، تسبب ارتفاع منسوب مياه العواصف في تآكل كبير للشواطئ وإحداث أضرار هيكلية في مناطق ويلمنجتون وناجز هيد، ولقي ثمانية أشخاص مصرعهم، بينما أصيب أكثر من مائة شخص نتيجة لهذه العواصف. عاد إعصار دونا إلى المحيط الأطلسي في وقت لاحق من يوم 12 سبتمبر (أيلول) 1960، وواصل تحركه باتجاه الشمال الشرقي لكي يضرب جزيرة لونغ آيلاند الواقعة في ولاية نيويورك الأمريكية، قبل أن يضعف تأثير الإعصار في الداخل في وقت متأخر من يوم 12 سبتمبر (أيلول) 1960. وفي اليوم التالي، تحول إعصار دونا إلى إعصار خارج مداري فوق ولاية مين.

## التاريخ
كانت البداية في يوم 29 أغسطس (آب) 1960، عندما خرجت موجة استوائية من الساحل الغربي لأفريقيا بالقرب من سواحل العاصمة السنغالية داكار. في ذلك اليوم، يُقدر أن منخفضًا استوائيًا قد تطور على طول الموجة جنوب شرق الرأس الأخضر.وعلى الرغم من قلة البيانات المتوفرة لعدة أيام، فقد قُدّر أن الإعصار أخذ يشتد تدريجيًا. وفي يوم 2 سبتمبر (أيلول) 1960، أشارت السفن العابرة في المنطقة إلى وجود عاصفة استوائية بعد الإبلاغ عن رياح تزيد سرعتها عن 80 كم/ساعة (50 ميلاً في الساعة)، ثم لوحظت في نفس اليوم رياح تبلغ سرعتها 230 كم/ساعة ( 140 ميلاً في الساعة). وبناءًا على هذه البيانات، بدأ مكتب الأرصاد الجوية بالولايات المتحدة في مدينة سان خوان ببورتوريكو، في إصدار تحذيرات بشأن إعصار دونا في الساعة 22:00 بالتوقيت العالمي المنسق من مساء يوم 2 سبتمبر (أيلول) 1960، على بعد حوالي 1100 كم (700 ميل) شرق جزر الأنتيل الصغرى. قدر مكتب الأرصاد الجوية الأمريكي أن العاصفة كانت قد وصلت إلى حالة الإعصار في اليوم السابق. كانت مرتفعات الأصور المتجهة إلى الشمال قوية بشكل غير عادي، مما تسبب في تحرك إعصار دونا إلى جهة الغرب والشمال الغربي. عندما بدأت التحذيرات، كانت عاصفة دونا قد بدأت تشتد وتتحول إلى إعصار كبير من الفئة 3 أو أعلى وفقًا لمقياس سافير-سيمبسون لرياح الأعاصير، وهي الحالة التي استمرت لمدة ثمانية أيام تقريبًا.
استمر إعصار دونا إعصار دونا في التقدم إلى الغرب والشمال الغربي، حيث ازدادت قوته، ووصل إلى أقصى سرعة رياح مداومة له، والتي بلغت 201 كم/ساعة (125 ميلاً في الساعة) في الساعة 00:00 بالتوقيت العالمي المنسق في 4 سبتمبر (أيلول) 1960، وهي شدة الرياح التي استمرت لمدة يومين آخرين. ومن الناحية العملية، فقد قُدرت سرعة الرياح بنحو (233 كم/ساعة (145 ميلاً في الساعة). في أواخر يوم 4 سبتمبر (أيلول) 1960، تحرك إعصار دونا فوق كل من جزيرة باربودا وجزيرة سانت بارتيليمي وجزيرة سانت مارتن وجزيرة أنغويلا، ومرّ جنوب أنيغادا مباشرة. كانت عاصفة دونا حينها منظمًة بشكل جيد، وقد وُصفت في المراجعة الشهرية للطقس بأنها أقرب ما تكون إلى إعصار شديد ومثالي. ثُم أدى الانخفاض المتزايد في منخفض الشمال إلى تحويل الإعصار إلى جهة الشمال الغربي أكثر، مما جعله يتحرك على بعد 137 كم (85 ميلاً) من الساحل الشمالي لبورتوريكو، قبل أن يخضع لمزيد من التكثيف ليتحول إلى إعصار من الفئة الرابعة في 6 سبتمبر (أيلول) 1960، ويصل إلى ذروته الأولى بحلول الساعة 00:00 بالتوقيت العالمي المنسق من صباح 7 سبتمبر (أيلول) 1960 بسرعة رياح بلغت 233 كم/ساعة (145 ميلاً في الساعة). في ذلك الوقت، بدأ إعصار دونا في التحول أكثر إلى اتجاه الغرب مع بناء سلسلة من التلال إلى جهة الشمال منه، وسرعان ما ضعفت قوة الإعصار مرة أخرى ليتحول إلى إعصار من الفئة الثالثة. وعلى مدار الأيام القليلة التالية، تحرك الإعصار الشديد ببطء عبر جنوب جزر البهاما دون تيارات توجيهية محددة، ومر بالقرب من أو فوق مناطق ماياجوانا وأكلينز وجزيرة فورتشن وجزيرة راجد.
ضرب إعصار دونا أثناء مروره عبر مضيق فلوريدا الساحل الشمالي لكوبا في 9 سبتمبر (أيلول) 1960 برياح عاتية. ثُم تحركت بعد ذلك جبهة باردة شرقًا عبر الولايات المتحدة الأمريكية، مما تسبب في تحول الإعصار أكثر إلى جهة الشمال الغربي، واشتدت قوته مرة أخرى مع درجة حرارة سطح البحر الدافئة، وانخفض الحد الأدنى للضغط الجوي للإعصار إلى 930 مليبار (27 بوصة زئبقية) في 10 سبتمبر (أيلول) 1960. في ذلك اليوم، وفي الوقت ما بين الساعة 02:00 و03:00 بالتوقيت العالمي المنسق، عبر إعصار دونا الذي بلغ عرضه 34 كم (21 ميلاً ) جزر فلوريدا كيز الواقعة في كونش كي شمال شرق ماراثون مباشرة، مع هبوب رياح مستمرة بلغت سرعتها 233 كم/ساعة (145 ميلاً في الساعة) وعواصف بلغت سرعتها 286 كم/ساعة (178 ميلاً في الساعة). استمر الإعصار في التحرك نحو الشمال الغربي على طول الساحل الجنوبي الغربي لفلوريدا، وضعفت قوته بسبب تفاعله مع شبه الجزيرة، قبل أن يصل إلى منطقة جودلاند، على مسافة قصيرة شرق جزيرة ماركو أيلاند، مع هبوب رياح بلغت سرعتها 190 كم/ساعة (120 ميلاً في الساعة). ثم عبر إعصار دونا نابولي وفورت مايرز قبل أن يتجه إلى الداخل نحو الشمال الشرقي.
في الساعة 0800 بالتوقيت العالمي المنسق يوم 11 سبتمبر (أيلول) 1960، غادر إعصار دونا ساحل مدينة دايتونا بيتش متجها إلى غرب المحيط الأطلسي برياح بلغت سرعتها حوالي 121 كم/ساعة (75 ميلاً في الساعة)، مع بقاء الإعصار منظمًا. تسارع الإعصار إلى الشمال الشرقي بسبب اقتراب منخفض جوي، ثم اشتد قليلاً قبل أن يصل إلى اليابسة بالقرب من مدينة ويلمنجتون بولاية كارولينا الشمالية، في وقت مبكر من يوم 12 سبتمبر (أيلول) 1960 برياح بلغت سرعتها 169 كم/ساعة (105 ميلاً في الساعة). في الساعة 0900 بالتوقيت العالمي المنسق من ذلك اليوم، ظهر إعصار دونا مرة أخرى فوق المياه المفتوحة بالقرب من سواحل ولاية فيرجينيا، وعلى الرغم من أنه قوته قد ضعفت، إلا أنه توسع ليمتد إلى أكثر من 80 كم (50 ميلاً) في القطر. وفي أواخر يوم 12 سبتمبر (أيلول) 1960، وصل الإعصار إلى اليابسة بالقرب من مدينة بروكهافن بولاية نيويورك، كإعصار منخفض المستوى من الفئة الثانية برياح مستمرة بلغت سرعتها 160 كم/ساعة (100 ميل في الساعة). وفي 13 سبتمبر (أيلول) 1960، أصبح إعصار دونا إعصارًا خارج مداريًا فوق شمال ولاية مين قبل دخوله إلى شرق كندا، وبعد أن اتصل بالجبهة الباردة المقتربة. وصل إعصار دونا في النهاية إلى بحر لابرادور بعد عبوره لإقليم كيبيك ومنطقة لابرادور حيث تبدد في وقت مبكر من 14 سبتمبر (أيلول) 1960.